# La canterina
La canterina (Sångerskan) är en opera (intermezzo in muscia) i två akter med musik av Joseph Haydn. Libretto är hämtat från tredje akten av Niccolò Piccinnis opera L'Orgille (1760).

## Historia
La canterina var Haydns första komiska opera (liksom den första bevarade), skriven för hovet vid slottet Esterházy i Eisenstadt. Operan hade premiär i juli 1766.

## Personer
- Don Ettore (sopran byxroll)
- Apollonia (tenor byxroll)
- Don Pelagio (tenor)
- Gasparina (sopran)

## Handling
Sångläraren Don Pelagio slåss med Don Ettore om Gasparinas hand. Efter en del förvecklingar och intriger vräks Gasparina och hennes mor från sitt hus. Gasparina blir förlåten alla lovsjunger att denna fars är över nu.